# La Membrolle-sur-Choisille
La Membrolle-sur-Choisille è un comune francese di 3 076 abitanti situato nel dipartimento dell'Indre e Loira nella regione del Centro-Valle della Loira.

## Società

### Evoluzione demografica
Abitanti censiti